# Kuna bjelica
Kuna bjelica (Martes foina) je zvijer iz porodice kuna (Mustelidae). Živi u skoro svim zemljama u kojima i kuna zlatica, a brojnija je u krškim predjelima, nego u kontinentalnom dijelu. U visokim planinama preko ljeta boravi u najvišim predjelima, a zimi se spušta u podnožje.
Nešto je manja od zlatice, noge su joj razmjerno kraće i niže. Dlaka krzna je kraća i nešto svjetlije boje, a mrlja na prsima – po kojoj je dobila ime – bijele je boje. Podgrlac je uvijek manji nego kod zlatice. Tabani i jagodice prstiju su goli.
Vrlo se često nastanjuje u blizini ljudskih naselja, koja zlatica uvijek izbjegava. Voli osamljene gospodarske zgrade, hrpe granja i kamenja i slično. Penje se po drveću, ali ni približno tako vješto kao zlatica.
Po običajima i načinu života u mnogome je slična zlatici. Jednako je okretna i srčana, vješto se penje i skače, dobro pliva i uspješno se provlači kroz najuže pukotine.
Hrani se istim malim kralježnjacima koji su ponekad i dvostruko veći od nje same, često se zadržava u blizini ljudskih naselja, pa će se nahraniti i domaćim životinjama, uglavnom peradi i kunićima. 
Bjelica se pari u srpnju i kolovozu, ima jedno leglo godišnje. Mlade nalazimo od travnja do svibnja. Ženka nosi 247-280 dana, jer je i kod bjelice razvijena embriotenija. Koti 3-5, iznimno 7 mladih. Ženka ima 4 sise. Mladi ostaju 34-38 dana slijepi, sišu 6-8 tjedana. Spolno su zreli u dobi između 15-39 mjeseci. Životni vijek bjelice je 10-12 godina.

## Vanjske poveznice

### Sestrinski projekti
|  | Zajednički poslužitelj ima stranicu o temi Kuna bjelica |
|  | Wikivrste imaju podatke o taksonu Kuni bjelici          |

### Mrežna sjedišta
- Prirodopis Online: porodica kuna  Arhivirana inačica izvorne stranice od 27. studenoga 2013. (Wayback Machine)
- Magda Sindičić & Dragana Kos: »Istraživanje genske raznolikosti kune bjelice«, u: Lovački vjesnik, 10/2011., str. 14-15.